# 動態裝置對映更新技術
動態裝置對映更新技術（DDM）為USB KVM電腦切換器技術，將取代模擬組態（Emulation）技術。
許多USB KVM電腦切換器對於鍵盤、滑鼠等設備的介接設計皆是利用模擬組態的技術來溝通；然而，連接於 KVM 上的鍵盤滑鼠經由 KVM 電腦切換器所傳出至連接電腦端的訊號，已經失去真正鍵盤、滑鼠內部的組態程式，所以經常會產生不相容的現象。除此之外，有些電腦系統尚未認定USB為插拔式裝置，再重新切換電腦時會造成鍵盤、滑鼠無法被讀取，而要ㄧ而再的更新KVM模擬程式，以適應不同的電腦系統的相容性。
標準的模擬組態程式有其先天的限制，且目前並無適用於各種不同的外接設備及裝置的超級模擬程式可應用。因此，KVM 切換器的使用者常常會遭遇到和連接設備無法相容的問題。

動態裝置對映更新技術標識

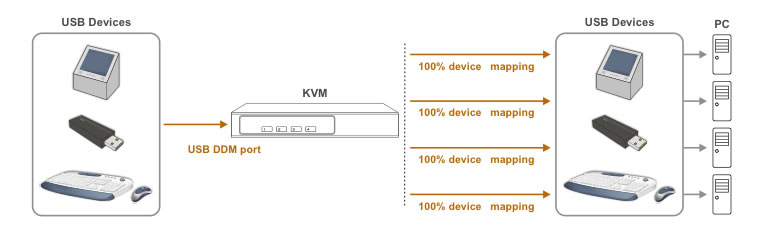
Full Device Mapping

利用動態裝置對映更新技術（Dynamic Device Mapping, DDM），可確保與連接設備端 100% 相容；讓 KVM 電腦切換器不再需要利用模擬組態技術去辨識鍵盤/滑鼠內的報告敘述元 ( Descriptor )，使用者感覺不出有切換設備造成的時間差，也不會因切換頻道及插拔裝置而造成系統當機。
- USB DDM*：是 均昂科技（June-ON / ConnectPRO）的專利技術。請參考：各類USB電腦切換器比較（Classes of KVM Switches）

## 外部連結
- 维基共享资源上的相關多媒體資源：動態裝置對映更新技術